# Nekrolog 1381
Nekrolog
◄◄
| ◄
| 1377
| 1378
| 1379
| 1380
| 1381 | 1382 | 1383 | 1384 | 1385 | ► | ►►
Weitere Ereignisse | Allgemeiner Nekrolog 1381
Die Beschreibung der verstorbenen Person sollte so kurz wie möglich gehalten sein und nur deren signifikante Tätigkeit(en) enthalten.
Neue Namen ggf. auch unter dem Geburts- und Sterbedatum, also etwa unter 1. Januar und im Geburts- und Sterbejahr (2024) eintragen (nur bei entsprechender großer Wichtigkeit). Für Beispiele siehe die schon vorhandenen Artikel.
Außerdem über die fünf zuletzt Verstorbenen, zu denen es einen ausreichend guten Artikel für eine Präsentation auf der Hauptseite gibt, nach der todesbedingten Überarbeitung der Artikel ggf. auch unter Wikipedia Diskussion:Hauptseite informieren und sie am besten auch in den anderen Wikipedia-Sprachversionen eintragen. Tipp: Regelmäßig bei news.google.de nach „ist tot“, „gestorben“ oder „verstorben“ suchen.
Wenn eine Person gestorben ist, gibt es viele Seiten zu dieser Person in der Wikipedia, die davon auch betroffen sind und entsprechend aktualisiert werden müssen. Beispiele: Namenübersichtsseite, Geburtsjahr, Geburtsort-Seiten und viele mehr.
Wie finde ich die betroffenen Seiten?
Im Suchfeld auf der linken Seite gibt man den Suchbegriff so ein: „Vorname Nachname“. Dann klickt man auf Volltext und alle Seiten mit entsprechendem Suchtext werden aufgerufen. Hier sieht man dann schnell, wo auch das Todesjahr Sinn macht oder sogar ein Teil des Artikels angepasst werden muss. Auch hilft das „Werkzeug“ auf der linken Seite sehr gut, um solche Seiten aufzufinden: „Links auf diese Seite“. Somit ist die Wikipedia wieder aktuell in allen Bereichen! Hinweis: bei Eintragung der Kategorie „Gestorben JAHR“ wird der Missbrauchsfilter 49 ausgelöst, was jedoch nicht schlimm ist. Siehe: Spezial:Missbrauchsfilter/49
Dies ist eine Liste von im Jahr 1381 verstorbenen bekannten Persönlichkeiten. Die Einträge erfolgen innerhalb der einzelnen Daten alphabetisch sortiert. Tiere sind im Nekrolog für Tiere zu finden.

## Januar
| Tag        | Name                                    | Beruf, bekannt als                           | Alter | Beleg |
| ---------- | --------------------------------------- | -------------------------------------------- | ----- | ----- |
| 3. Januar  | Marquard I. von Randeck                 | Patriarch von Aquileja, Bischof von Augsburg |       |       |
| 6. Januar  | Gilbert de Umfraville, 9. Earl of Angus | englischer Adeliger, Titular-Earl of Angus   |       |       |
| 10. Januar | Katharina von Habsburg                  | Äbtissin                                     |       |       |

## Februar
| Tag        | Name                    | Beruf, bekannt als                                                | Alter | Beleg |
| ---------- | ----------------------- | ----------------------------------------------------------------- | ----- | ----- |
| 1. Februar | Konrad von dem Eichhorn | deutscher Schöffe und Bürgermeister der Freien Reichsstadt Aachen |       |       |

## März
| Tag      | Name                   | Beruf, bekannt als                                                       | Alter | Beleg |
| -------- | ---------------------- | ------------------------------------------------------------------------ | ----- | ----- |
| 11. März | Johann II.             | Graf von Saarbrücken                                                     |       |       |
| 24. März | Katharina von Schweden | Tochter Birgittas von Schweden, Heilige, Jungfrau, Äbtissin von Vadstena |       |       |

## Mai
| Tag     | Name                   | Beruf, bekannt als                          | Alter | Beleg |
| ------- | ---------------------- | ------------------------------------------- | ----- | ----- |
| 15. Mai | Eppelein von Gailingen | deutscher Raubritter                        |       |       |
| 18. Mai | Heinrich von Rodenberg | Benediktinerabt                             |       |       |
| 21. Mai | Friedrich III.         | Markgraf von Meißen, Landgraf von Thüringen | 48    |       |

## Juni
| Tag      | Name                                  | Beruf, bekannt als                                                                  | Alter | Beleg |
| -------- | ------------------------------------- | ----------------------------------------------------------------------------------- | ----- | ----- |
| 6. Juni  | Melchior von Braunschweig-Grubenhagen | Bischof von Osnabrück und von Schwerin                                              |       |       |
| 14. Juni | Simon Sudbury                         | Bischof von London, Erzbischof von Canterbury, Hoher Lordkanzler von Großbritannien |       |       |
| 15. Juni | Wat Tyler                             | englischer Bauernführer                                                             |       |       |

## Juli
| Tag      | Name                    | Beruf, bekannt als      | Alter | Beleg |
| -------- | ----------------------- | ----------------------- | ----- | ----- |
| 5. Juli  | Beatrice von Portugal   | Gräfin von Alburquerque |       |       |
| 15. Juli | John Ball               | englischer Priester     |       |       |
| 21. Juli | Konrad VI. von Haimberg | Bischof von Regensburg  |       |       |

## August
| Tag        | Name                  | Beruf, bekannt als                                                | Alter | Beleg |
| ---------- | --------------------- | ----------------------------------------------------------------- | ----- | ----- |
| 1. August  | Jakob Pleskow         | Bürgermeister der Hansestadt Lübeck                               |       |       |
| 5. August  | Leopold von Sturmberg | Fürstbischof von Freising (1378–1381)                             |       |       |
| 23. August | Jakob Colyn           | deutscher Schöffe und Bürgermeister der Freien Reichsstadt Aachen |       |       |
| 27. August | Simone Borsano        | Kardinal der katholischen Kirche                                  |       |       |

## September
| Tag           | Name                                | Beruf, bekannt als                            | Alter | Beleg |
| ------------- | ----------------------------------- | --------------------------------------------- | ----- | ----- |
| 11. September | Almaric St Amand, 2. Baron St Amand | englischer Adliger, Militär und Beamter       |       |       |
| 28. September | Taddea Visconti                     | erste Ehefrau Herzog Stephans III. von Bayern |       |       |

## Oktober
| Tag         | Name                   | Beruf, bekannt als                       | Alter | Beleg |
| ----------- | ---------------------- | ---------------------------------------- | ----- | ----- |
| 16. Oktober | Withego II. Hildbrandi | Elekt von Würzburg, Bischof von Naumburg |       |       |

## November
| Tag          | Name                | Beruf, bekannt als            | Alter | Beleg |
| ------------ | ------------------- | ----------------------------- | ----- | ----- |
| 19. November | Thomas von Frignano | Kardinal, Patriarch von Grado |       |       |

## Dezember
| Tag          | Name                              | Beruf, bekannt als                       | Alter | Beleg |
| ------------ | --------------------------------- | ---------------------------------------- | ----- | ----- |
| 2. Dezember  | Jan van Ruysbroek                 | mittelalterlicher Theologe und Mystiker  |       |       |
| 27. Dezember | Edmund Mortimer, 3. Earl of March | englischer Adliger, Marshall von England | 29    |       |

## Datum unbekannt
| Tag | Name            | Beruf, bekannt als                                                          | Alter | Beleg |
| --- | --------------- | --------------------------------------------------------------------------- | ----- | ----- |
|     | Gaston de Béarn | Erbe eines Länderkonglomerats am Nordhang der Pyrenäen                      |       |       |
|     | Geoffrey Lister | englischer Rebellenführer                                                   |       |       |
|     | Johann II.      | Graf von Blois und Dunois, Herr von Avesnes, Herr von Schoonhoven und Gouda |       |       |
|     | Robert Hales    | Prior des Johanniterordens und Lord High Treasurer Englands                 |       |       |
|     | Wenzel I.       | Herzog von Troppau                                                          |       |       |